# طيثارة إيداهو
طيثارة إيداهو (الاسم العلمي:Tipula  idahoensis) هي نوع من الحشرات تتبع جنس الطيثارة من الفصيلة الطيثارية.